# 광주서부소방서
광주서부소방서(光州西部消防署, Gwangju Seobu Fire station)는 광주광역시 서구를 관할하는 광주광역시 소방안전본부 산하의 소방서이다.
소방서장은 소방정으로 보한다.

## 연혁
- 1985년 12월 20일: 광주서부소방서 개서
- 1989년 4월 29일: 광주광산소방서 분리
- 1995년 11월 23일: 광주북부소방서 분리
- 2003년 9월 20일: 광주남부소방서 분리

## 조직
| - 소방행정과 - 소방행정팀 - 예산장비팀 | - 예방안전과 - 예방홍보팀 - 소방민원팀 | - 현장대응과 - 대응지원팀 - 구조구급팀 - 현장지휘팀 |

## 관할센터 및 관할구역
광주서부소방서는 5개의 119안전센터와 1개의 구조대를 산하에 두고 있다.
| 명칭                     | 사진 | 주소       | 관할구역                                                          | 지역대 |
| ------------------------ | ---- | ---------- | ----------------------------------------------------------------- | ------ |
| 화정119안전센터          |      | 화운로 197 | 화정 1동, 농성 1·2동, 양동, 양 3동, 유덕동 일부, 광천동, 상무 1동 |        |
| 염주119안전센터          |      | 염화로 77  | 화정 2·3·4동                                                      |        |
| 금호119안전센터          |      | 운천로 112 | 금호 1동, 서창동 일부, 상무 2동 일부                              |        |
| 상무119안전센터          |      | 치평로 65  | 치평동, 유덕동 일부                                               |        |
| 풍암119안전센터          |      | 회재로 907 | 풍암동, 금호 2동, 서창동 일부                                     |        |
| 광주서부소방서 119구조대 |      | 화운로 197 | 광주광역시 서구 일원                                              |        |

## 같이 보기
- 대한민국 소방청
- 대한민국의 소방
- 소방관 계급